# Station Rambervillers
Station Rambervillers is een spoorwegstation in de Franse gemeente Rambervillers. Het station is gesloten.